# Archeloco
Nella mitologia greca,  Archeloco  (in greco antico: Ἀρχέλοχος) era uno dei figli di Antenore

## Il mito

### Le origini
Archeloco,  figlio di Antenore ed esperto combattente, fu uno dei tanti eroi che difese Troia dalla furia dell'esercito di  Agamennone nella famosa guerra. Col fratello Acamante era uno dei sottoposti di Enea, comandante dei Dardani. Nella spedizione contro la base nemica che i Greci avevano posto per proteggere le loro navi, fece parte del quarto gruppo.

### Morte
Aiace il grande durante una delle tante battaglie scagliò l'asta contro Polidamante che aveva ucciso il capitano greco Protoenore, ma fallì il colpo uccidendo, invece, Archeloco, fratello di Acamante e figlio di Antenore: la lancia colpì il collo con tale violenza da fargli spiccare la testa, che cadde al suolo molto prima del busto rimasto privo del comando.
Nel sesto libro dell'Eneide è descritto il viaggio di Enea calatosi vivo nell'Ade con l'aiuto della Sibilla: egli a un certo punto viene avvicinato da un gruppo di eroi di parte troiana caduti in guerra, e tra questi ci sono tre figli di Antenore, i cui nomi non vengono fatti dal poeta. Non è da escludere che due di essi siano Archeloco e Acamante, per i loro trascorsi di luogotenenti dell'eroe; il terzo fratello potrebbe essere Polibo, che in un passo dell'Iliade è nominato insieme a loro.

## Iconografia
La figura di Archeloco è assolutamente sconosciuta nell'arte, ma non del tutto inesistente. Alcune iscrizioni rinvenute sulla Tabula Iliaca, conservata ai Musei Capitolini di Roma hanno rivelato che uno dei numerosi personaggi scolpiti a bassorilievo sulla tavola rappresenta proprio il figlio di Antenore, raffigurato nell'atto di scagliarsi su Aiace Telamonio, in piedi di fronte a lui.
Non sono invece pervenute immagini relative alla sua decapitazione.